# Бюльбюла (селище)
Бюльбюла́ (азерб. Bülbülə) — селище на сході Азербайджану, підпорядковане Сураханському району міста Баку, є його східною околицею.

## Географія
Селище розташоване на східному березі озера Бюльбюла, між селищами Сабунчу на півночі, Амірджан на півдні та Рамана на сході.

## Історія
Статус селища міського типу надано в 1936 році.

## Населення
Населення селища становить 24200 осіб (2012; 13805 в 1989, 12780 в 1979, 11565 в 1970, 11566 в 1959).

## Господарство
Селище сполучене з Баку та сусідніми селищами автошляхами, через селище проходить залізниця Баку-Кала. Серед промислових підприємств діють машинобудівний та асфальтний заводи, швейна фабрика.